# Kameroens honkbalteam

Vlag van Kameroen.

Het Kameroens honkbalteam is het nationale honkbalteam van Kameroen. Het team vertegenwoordigt Kameroen tijdens internationale wedstrijden. Het Kameroens honkbalteam hoort bij de Afrikaanse Honkbal & Softbal Associatie (AHSA), maar Kameroen heeft ook haar eigen federatie, de Cameroon Baseball & Softball Federation.